# Autotransportes Teziutecos

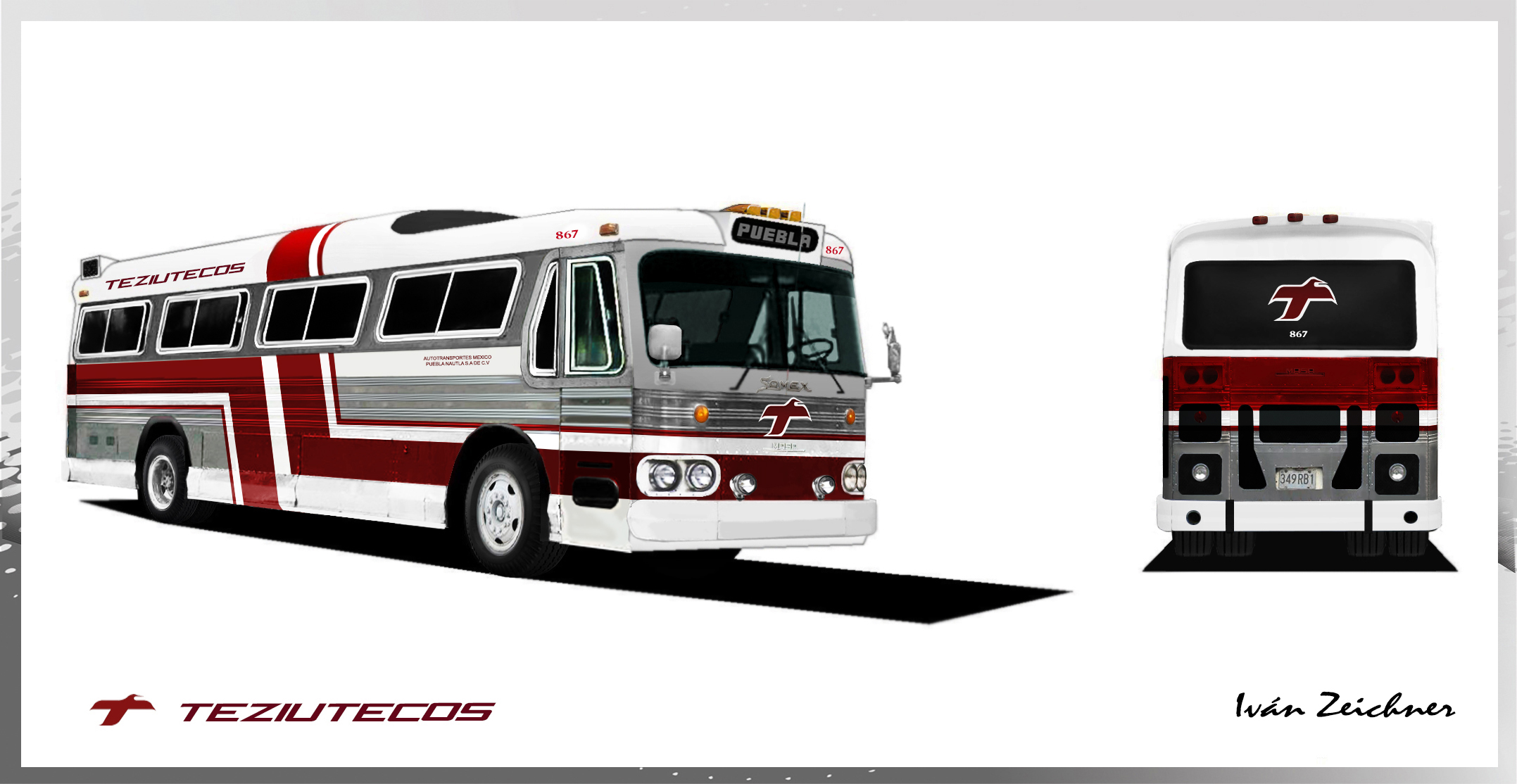
Dibujo de un modelo MASA SOMEX 2030 (1980) de Auto-transportes Teziutecos

Autotransportes Teziutecos S.A. de C.V. o Sociedad cooperativa de autotransportes Teziutecos fue una empresa de transporte de pasajeros mexicana que operaba en la Ciudad de México, Puebla y Veracruz. La empresa transportista fue constituida y tuvo sede en la ciudad de Teziutlán de donde se deriva el nombre de la empresa creada durante los años 40 para el transporte local y posterior expansión.

Los servicios de la empresa transportista de pasajeros fueron de tipo rural y en principio cubría poblados del centro y norte del estado de Puebla, su primer presidente fue Melquiades Ruiz Benavides, hombre visionario en el tema de transporte de pasajeros quien en los años 30´s fundó la ruta Puebla-Teziutlán-Nautla; esta línea prestó su apoyo decidido a la campaña Pro-Manuel Ávila Camacho para Presidente de la República (oriundo de Teziutlán) como consta en documentos propiedad de Jorge Ruíz Toledo, nieto de Don Melquiades; los cuales fueron redactados en 1939. Posteriormente después de la construcción de carreteras que llegaban a la parte central del estado de Veracruz comenzó a extender sus rutas a partir de los años 50 y 60.
La mayor parte del parque vehicular de la empresa fueron autobuses austeros desde sus inicios para prestar servicios categorizados como de segunda clase, convirtiéndose años después competencia de otras líneas de autobuses que entraban a la Ciudad de México y hasta el estado de Veracruz como la línea Autobuses Unidos y Autobuses de Oriente debido a que el coste de los pasajes era menor y con la ventaja de que se podía llevar consigo casi toda clase de objetos incluso animales de granja o domésticos pequeños que se colocaban al fondo del autobús a través de una puerta trasera con escalerilla.
Entre los años 60 y 70 adquieren autobuses de la marca Ford de la serie 600 (F600) como plataforma con carrocerías adaptadas para autobús similares a la de algunos antiguos autobuses que aún circulan en el oriente de la Ciudad de México llamados Chimecos que utilizaron por muchos años en las rutas que cubrían.
A mediados de la década de 1970 comenzó la introducción de autobuses de construcción nacional por la empresa estatal Diesel Nacional (Dina) con autobuses llamados trompudos al igual que los F600 sustituyendo la mayor parte de ellos, los nuevos autobuses con plataforma Dina 600 tenían carrocería adaptada para autobús de la empresa "Carrocerías preconstruidas" para pasajeros para uso urbano y suburbano aunque fueron utilizados para transitar por carreteras, dichos autobuses en realidad eran plataformas de la empresa estadounidense Navistar-International, construidas en México bajo la marca Dina.
A mediados de esta década, Autotransportes Teziutecos junto con conductores de la línea Autobuses Unidos (AU) protagonizaron una huelga que cesó operaciones de ambas líneas, más tarde sería solucionado el conflicto.

La empresa tenía depósitos grandes de autobuses en varias localidades de Puebla y Veracruz, siendo los más grandes encierros y reparación de autobuses en Teziutlán, Puebla y el poblado de San Rafael en el Estado de Veracruz.
Para algunos destinos importantes como el puerto de Veracruz y la Ciudad de México tenían autobuses más cómodos como los marca Somex (Mexicana de Autobuses) y algunos Dina Olímpico, teniendo para mediados de los 70's gran presencia de rutas entre Ciudad de México, Estado de Puebla, y Estado de Veracruz con numeroso parque vehicular, tal que a finales de 1978 de acuerdo al plan de concentración de transportes del oriente del país para centralizarlos en una sola terminal, colaboró para la creación de su terminal en TAPO (Terminal de autobuses de pasajeros de oriente) que fue inaugurada por el expresidente José López Portillo, tal que, fue grabada una placa conmemorativa en su inauguración en la que se inscriben diversas líneas de autobuses entre ella Teziutecos, que está colocada a la entrada del domo de la terminal hasta hoy.

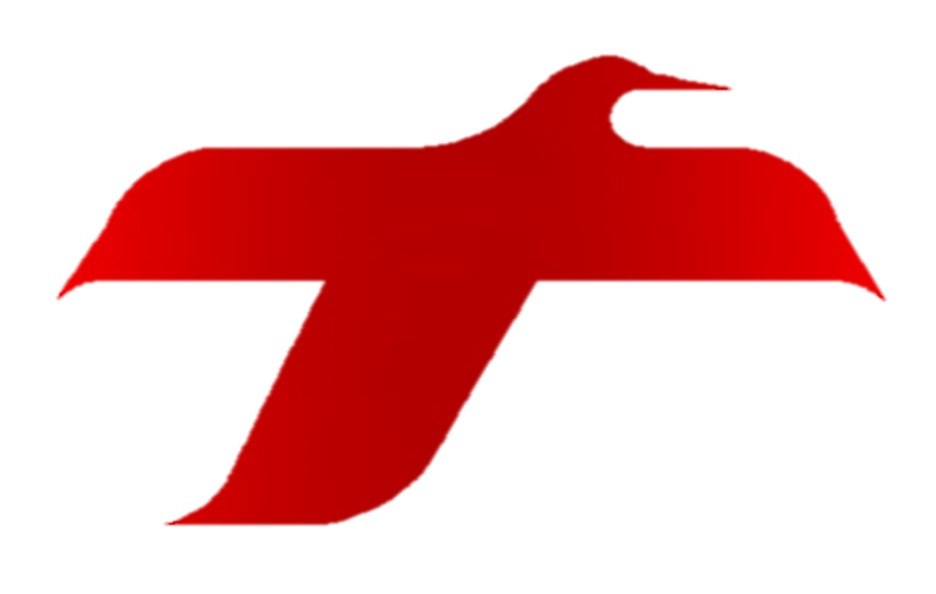
GAVIOTA ROJA LOGOTIPO DE TEZIUTECOS

A principios de los 80's la empresa adquirió para sus unidades los modelos MASA SOMEX 2030 y también DINA, CAPRE 500, parecîa que la empresa iba a tener una continuidad, que inclusive a pesar de los problemas financieros, todavía pudieron adquirir algunos modelos MASA ligeros 1537 en 1992 cerca de su quiebra.

## Desaparición

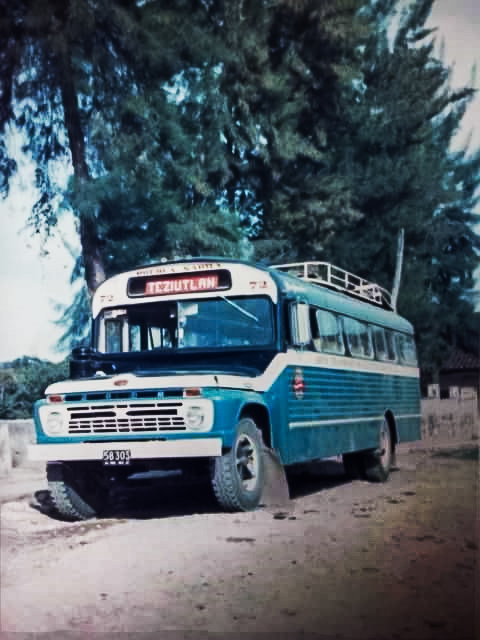
Foto de un Autobús teziuteco, Ford Capre F-600 (1967).

A finales de los años 80 la empresa comenzó a tener dificultades de liquidez financiera y problemas laborales reduciendo poco a poco el parque vehicular vendido para liquidar deudas contraídas, conflicto que llegó a una huelga y una demanda de los empleados en contra de la empresa en la Junta federal de conciliación y arbitraje. Esta noticia incluso tuvo trascendencia nacional por lo que puso en problemas a la empresa que se declaró en quiebra en 1991. 

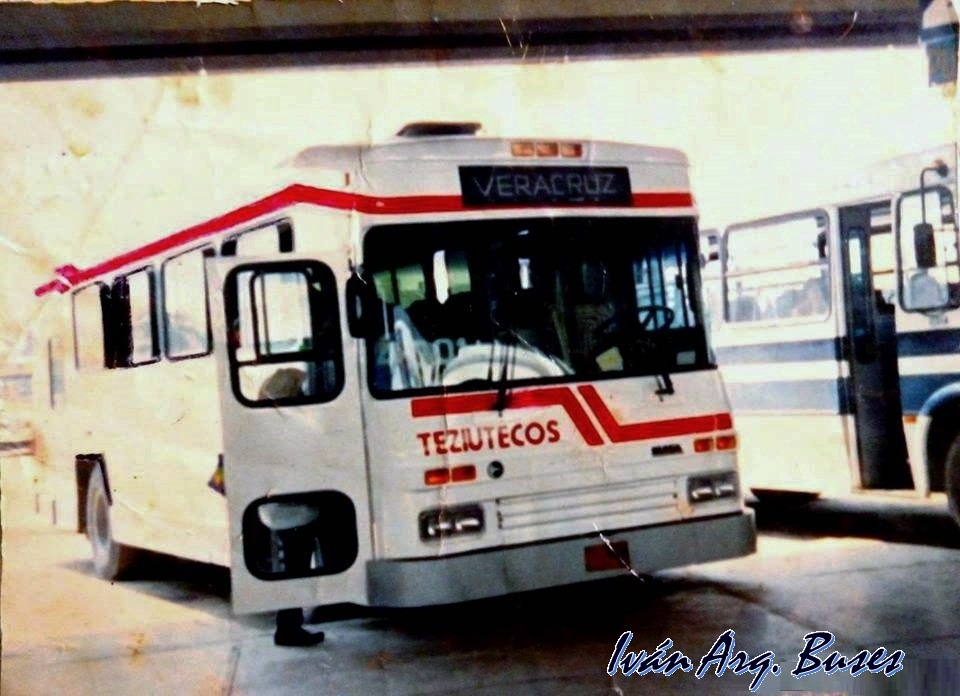
Modelo de un MASA FL-1537 (1992) de AUTOTRANSPORTES TEZIUTECOS.

El 18 de marzo de 1992 se creó la "Comisión liquidadora de Sociedad Cooperativa de Autotransportes Teziutecos S.C.L." que se encargó de la desaparición física de la misma, vendiendo todos los activos y pasivos de la empresa entre 1991 a 1993, mientras el conflicto y huelga perdurarón las rutas que cubría en el estado de Puebla y parte de Veracruz comenzaron a ser cubiertas durante y después de la quiebra de Autotransportes Teziutecos por la línea Autobuses Unidos y su línea derivada poco tiempo después TRV en la región occidental, central y norte de Veracruz; Autotransportes Tlaxcala-Apizaco-Huamantla en el centro cerca de la huasteca y sierra norte y parte del golfo junto con Autobuses Sierra-Texcoco; Transportes Papantla S.A. de C.V. por toda la costa del golfo (hoy línea conocida como "Eje del Golfo"); Sociedad cooperativa de Autotransportes Banderilla S.C.L. que adquieren parte de los autobuses Dina rematados por Autotransportes Teziutecos a principios de los 90's cubriendo rutas hacia la profundidad de la sierra por peligrosas carreteras cerca del poblado de Misantla, Martínez de la Torre y Tlapacoyan que en años recientes ante la antigüedad de los autobuses se han implicado en gran número de accidentes.
La mayoría de autobuses fueron vendidos y muchos otros que estaban en mantenimiento o en procesos de reparación fueron rematados por ex-choferes y líderes del sindicato para refacciones sueltas para camiones y autobuses al público en general, el resto para chatarrización, las carrocerías montadas a otros autobuses, incluso se dieron los casos en que en poblados de Veracruz como Vega de Alatorre en la costa del Golfo de México algunas casas llegarán a tener puertas de madera forradas con pedazos de láminas de los autobuses Teziutecos.
Desde 1994 a la actualidad, su concesión fue absorbida por Línea VIA, ya que la empresa ADO adquirió las unidades que quedaban de Teziutecos. Desde 2002 ya teniendo la razón social de Línea VIA, adquirierón unidades como MERCEDES BENZ O371RS y BUSSCAR JUM BUSS 340, que hasta la fecha siguen circulando y dando servicio en la región de la sierra norte oriental de Puebla, Nautla hasta la ciudad de Puebla.
En el 2010 adquirieron para sus unidades los modelos Scannia Irizar Century y Mercedes Benz Multego, para su servicio VIA RÂPIDO, a los principales puntos de su ruta como Puebla, Zaragoza, Teziutàn, Martìnez de la Torre y Nautla.